# Johann Christiani von Schleppegrell
Johann Christiani von Schleppegrell, OSA (1389–8 de outubro de 1468) foi um prelado católico romano que serviu como bispo auxiliar de Hildesheim 1428 a 1468, bispo auxiliar de Minden de 1428 a 1468 e bispo auxiliar de Münster de 1428 a 1468.

## Biografia
Christiani von Schleppegrell nasceu em 1389 e foi ordenado sacerdote na Ordem de Santo Agostinho. A 7 de junho de 1428, foi nomeado durante o papado de Martinho V como Bispo Auxiliar de Hildesheim, Bispo Auxiliar de Münster, Bispo Auxiliar de Minden e Bispo Titular de Missene. Serviu como Bispo Auxiliar de Hildesheim até à sua morte no dia 8 de outubro de 1468.